# Ban Gu
Ban Gu (ur. 32, zm. 92) – chiński poeta i historyk z czasów dynastii Han, młodszy brat generała Ban Chao. 
Pochodził z rodu historyków, obowiązki kronikarskie przejął od ojca Ban Biao, który wykonywał je na dworze cesarskim pisząc Księgę Hanów. Ban Gu kontynuował pracę ojca, jednak na skutek intrygi dworskiej (został oskarżony o spiskowanie z generałem Dou Xianem) został wtrącony do więzienia, gdzie zmarł. Pisanie Księgi Hanów dokończyła jego młodsza siostra, Ban Zhao.
Ban Gu jest również autorem traktatu Rozprawy w sali białego tygrysa, w którym przedstawił dyskusje na temat interpretacji ksiąg konfucjańskich.